# Brankovics György
Brankovics György är en opera av den ungerske kompositören Ferenc Erkel. Den är baserad på den serbiske adelsmannen Đurađ Brankovićs liv, och hade urpremiär 1874.